# Félix Bruzzone
Félix Bruzzone (Buenos Aires, agosto de 1976) es un escritor, editor y docente argentino. Como hijo de padres desaparecidos, su obra, compuesta por cuatro novelas y un libro de cuentos, se caracteriza por el tratamiento de la última dictadura militar argentina.
En 2005, cofundó la editorial Tamarisco, donde publicó los primeros textos de escritores como Federico Falco y Margarita García Robayo. En 2010, obtuvo el Premio Anna Seghers. Además, fue traducido a los idiomas francés, sueco y alemán, y algunos de sus textos fueron adaptados al cine, el teatro y la ópera.

## Biografía
Félix Bruzzone nació en agosto del año 1976 en la ciudad de Buenos Aires, Argentina, como hijo de padres desaparecidos por la última dictadura militar argentina. Estudió Letras en la Universidad de Buenos Aires.
En 2005, cofundó la editorial Tamarisco, donde publicó los primeros textos de escritores como Juan Diego Incardona, Federico Falco, Violeta Gorodischer y Margarita García Robayo, entre otros. Publicó cuentos en antologías, revistas y medios de diferentes partes del mundo.
En 2007, publicó su primer libro, la antología de cuentos titulada 76. En 2008, publicó Los topos, su primera novela, cuyo personaje principal es un hijo de desaparecidos. En 2010 y 2014, publicó las novelas Barrefondo y Las chanchas.
En 2010, obtuvo el Premio Anna Seghers por su primer libro de cuentos y su primera novela. En los años 2015 y 2016, publicó los libros infantiles Julián en el espejo y Julián y el caballo de piedra, ilustrados por Pablo Derka y Germán Wendel. En 2017, publicó su primer libro de no-ficción, Piletas, acerca de su oficio como limpiador de piletas. Ese mismo año, el director Jorge Leandro Colás estrenó Barrefondo, la adaptación fílmica del texto del mismo nombre.
En 2019, publicó Campo de Mayo, su cuarta novela, acerca del lugar donde su madre fue prisionera. En 2023, publicó el libro 307 consejos para escribir una novela.

## Obra

### Novela
- Los topos (2008, Random House Mondadori)
- Barrefondo (2010, Random House Mondadori)
- Las chanchas (2014, Penguin Random House)
- Campo de Mayo (2019, Penguin Random House)

### Cuento
- 76 (2007, Berenberg)
- 307 consejos para escribir una novela (2023, La Crujía)

### No-ficción
- Piletas (2017, Excursiones)

### Infantil
- Julián en el espejo  (2015)
- Julián y el caballo de piedra  (2016)

## Premios
- 2010: Premio Anna Seghers por 76 y Los topos.[3]

## Adaptaciones cinematográficas
- Barrefondo (2017), dirigida por Jorge Leandro Colás, adaptación de la novela homónima.[11]
- Camuflaje (2022), dirigida por Jonathan Perel, adaptación de la novela Campo de Mayo.[13]